# Volley Towers
Il Volley Towers è una società pallavolistica femminile italiana con sede a Breganze.

## Storia
Il Towers Volley con sede a Breganze viene fondato nel 1998: nei primi anni di attività partecipa a campionati di livello regionale. Nel 2011 la società acquisisce il diritto di partecipazione alla Serie B1: nella stagione 2011-12 chiude la regular season al secondo posto, sfiorando la promozione con l'uscita alle semifinali dei play-off; stesso risultato in regular season viene raggiunto anche nell'annata successiva, anche se questa volta, grazie alla vittoria dei play-off, il club viene promosso in Serie A2.
Nella stagione 2013-14 il Towers Volley esordisce nella serie cadetta: dopo la prima annata però cede il titolo sportivo alla neonata società dell'Obiettivo Risarcimento Volley, continuando il proprio cammino esclusivamente nell'attività giovanile.